# Raad van Vertegenwoordigers
De Raad van Vertegenwoordigers (Afrikaans: Raad van Verteenwoordigers; Engels: House of Representatives) was de benaming van een van de drie kamers van het Driekamerparlement van de Republiek Zuid-Afrika (1984-1994). De Raad van Vertegenwoordigers was de volksvertegenwoordiging van de Kleurlingen.

## Geschiedenis
Directe voorganger van de Raad van Vertegenwoordigers was de Vertegenwoordigende Kleurlingenraad (Verteenwoordigende Kleurlingraad, Coloured Peoples' Representative Council/Coloured Advisery Council (CRC)) die in 1964 ontstond als adviesraad voor de Kleurlingen. Vóór die tijd konden de Kleurlingen in de Kaapprovincie twee (blanke) vertegenwoordigers in de Volksraad (lagerhuis Zuid-Afrikaans parlement). De apartheidsregering onder premier Johannes Strijdom beperkte het kiesrecht van de Kleurlingen echter tot het kiezen van vier blanke vertegenwoordigers in de Provinciale Raad van de Kaapprovincie. De regering adviseerde de Kleurlingengemeenschap om een vertegenwoordigende raad in te stellen die de regering over bepaalde aangelegenheden (onderwijs, gemeenschapszaken, welzijnszorg, pensioenen en financiën) in de gemeenschap kon adviseren.
Op 24 september 1969 vonden de eerste verkiezingen plaats voor de Kleurlingenraad. De opkomst was bijzonder laag. Van de 614.865 kiesgerechtigden brachten maar 251.940 hun stem uit. Van hen stemden 120.000 op de Labour Party van M.D. Arendse die 26 van de 40 zetels veroverde. De Federale Party verwierf 12 zetels en de Republikeinse Party en de Nasionale Volksparty ieder één zetel. De Labour Party stond afwijzend tegenover apartheid, terwijl de Federale Party, de Nasionale Volksparty en de Republikeinse Party het apartheidsbeleid voor een groot deel steunden. De pro-apartheidspartijen bezetten veertien zetels, maar de regering had het recht om twintig raadsleden te benoemen, waarna de aanhangers van apartheid over 34 zetels beschikten.
In 1974 vonden voor de tweede maal verkiezingen plaats voor de Kleurlingenraad. De verkiezingen werden wederom overtuigend gewonnen door de Labour Party, ditmaal onder leiding van Sonny Leon, die 31 van de 40 zetels binnensleepte.
De Kleurlingenraad koos Leon vervolgens tot voorzitter. Tijdens zijn openingsrede van de nieuwe Kleurlingenraad op 12 september 1975 verdaagde Leon de zitting van de raad totdat de regering had besloten een echte parlementaire vertegenwoordiging toestond. Op 11 november ontsloeg president N. Diederichs Leon en benoemde een apartheidsgezinde (Alathea Jansen) tot voorzitter. De Labour Party trok zich hierop uit de Kleurlingenraad terug, waarna zij werd gedomineerd door apartheidsgezinden die niettemin wel streefden naar meer rechten voor de Kleurlingen.
De Kleurlingenraad adviseerde de regering om de Kleurlingen meer rechten toe te kennen. Deze adviezen werden echter lange tijd in de wind geslagen. Pas na het aantreden van premier P.W. Botha (1978) begon de regering hervormingen door te voeren en een aantal rassen, nl. de Kleurlingen, Indiërs en Chinezen, meer invloed toe te kennen op het regeringsbeleid. In 1980 werd de blanke Senaat vervangen door een Presidentiële Raad in te stellen waarin naast blanke politici, ook politici uit de Kleurlingen en Aziatische gemeenschappen zitting hadden. Er brak een periode aan van beperkte "machtsdeling." Overigens werden de Kleurlingen en Aziaten niet gelijkgesteld aan de blanken, iets wat met name de Kleurlingen hoopten.
In overleg met Botha besloot de Presidentiële Raad tot de oprichting van een driekamerparlement (1983). Dit Zuid-Afrikaans parlement, dat tot 1994 bleef bestaan, bestond naast de Volksraad voor blanken, ook uit de Raad van Afgevaardigden voor Indiërs en de Raad van Vertegenwoordigers voor de Kleurlingen. De laatste twee kamers kozen uit hun midden ministerraden die beperkte bevoegdheden bezaten. Wetgevende macht bezaten de kamers niet: ieder wetsvoorstel moest door de blanke regering van Zuid-Afrika worden goedgekeurd.

### Raad van Vertegenwoordigers
De eerste Raad van Vertegenwoordigers werd op 22 augustus 1984 gekozen. De opkomst was met 18% bijzonder laag en dit duidde er op dat de meeste Kleurlingen geen heil zagen in hun parlement. De grootste partij werd de Labour Party (LP) van ds. Alan Hendrickse die 76 van de 85 zetels veroverde. Hendrickse werd de eerste voorzitter van de Raad en Chief Minister van de Kleurlingen. Net als in het verleden betoonde de LP zich kritisch tegenover het apartheidsregime. Desondanks beschuldigden felle tegenstanders de gekozenen als collaborateurs.
De tweede en laatste verkiezingen voor de Raad van Vertegenwoordigers vonden op 6 september 1989 plaats. De Labour Party verloor weliswaar 7 zetels maar bleef met 69 zetels de grootste partij.
- Opkomst: 18%

| Partij                  | %      | Zetels | Verandering |
| ----------------------- | ------ | ------ | ----------- |
| Labour Party            | 65%    | 69     | -7          |
| Democratic Reform Party | 15,20% | 5      | +5          |
| Onafhankelijken         | 9,40%  | 2      | +2          |
| United Democratic Party | 7,60%  | 3      | +3          |
| Freedom Party           | 0,74%  | 1      | -           |
| Totaal                  | 100%   | 80     |             |

De nieuwe grondwet van 1994 schafte volksvertegenwoordigingen op basis van rassen.

## Voorzitters met de titelChief Ministers
| Alan Hendrickse | 1984-1992 | LP |
| Jacobus Rabie   | 1992-1994 | NP |

## Verwijzingen
1. ↑  Voorts benoemde de gouverneur-generaal één senator
2. 1 2 3  Winkler Prins Encyclopedisch Jaarboek 1970, door: red. Winkler Prins, blz. 401
3. 1 2  Winkler Prins Encyclopedisch Jaarboek 1976, door: red. Winkler Prins, blz. 386